# (99862) Kenlevin
(99862) Kenlevin est un astéroïde de la ceinture principale et plus spécifiquement du groupe de Hilda.

## Description
(99862) Kenlevin est un astéroïde du groupe de Hilda. Il est caractérisé par un demi-grand axe de 3,95 UA, une excentricité de 0,26 et une inclinaison de 10,1° par rapport à l'écliptique.

## Compléments